# Mark Radcliffe
Mark Radcliffe (* 7. Oktober 1952 in Tulsa, Oklahoma) ist ein US-amerikanischer Filmproduzent, Regieassistent und Filmproduktionsleiter. 

## Leben
Radcliffe wurde vor allem durch seine Zusammenarbeiten mit dem Regisseur Chris Columbus bekannt. Er ist nicht verwandt mit Harry-Potter-Darsteller Daniel Radcliffe.

## Filmografie (Auswahl)
Als Produzent:
- 1990: Kevin – Allein zu Haus (Home Alone)
- 1991: Mama, ich und wir zwei (Only the Lonely)
- 1991: Kevin – Allein in New York (Home Alone 2: Lost in New York)
- 1993: Mrs. Doubtfire – Das stachelige Kindermädchen (Mrs. Doubtfire)
- 1995: Nine Months
- 1996: Versprochen ist versprochen (Jingle All the Way)
- 1998: Seite an Seite (Stepmom)
- 1999: Der 200 Jahre Mann (Bicentennial Man)
- 2001: Monkeybone
- 2001: Harry Potter und der Stein der Weisen (Harry Potter and the Philosopher’s Stone)
- 2002: Harry Potter und die Kammer des Schreckens (Harry Potter and the Chamber of Secrets)
- 2003: Harry Potter und der Gefangene von Askaban (Harry Potter and the Prisoner of Azkaban)
- 2004: Verrückte Weihnachten (Christmas with the Kranks)
- 2005: Fantastic Four
- 2005: Rent
- 2006: Nachts im Museum (Night at the Museum)
- 2007: Fantastic Four: Rise of the Silver Surfer
- 2009: Nachts im Museum 2 (Night at the Museum: Battle of the Smithsonian)
- 2009: I Love You, Beth Cooper
- 2010: Percy Jackson – Diebe im Olymp (Percy Jackson & the Olympians: The Lightning Thief)
- 2015: Pixels
- 2016: Der junge Messias (The Young Messiah)
- 2018: The Christmas Chronicles
- 2020: The Christmas Chronicles: Teil zwei (The Christmas Chronicles: Part Two)
- 2023: Chupa

Als Regieassistent:
- 1983: Rumble Fish
- 1985: Zeit der Vergeltung (The Legend of Billie Jean)
- 1986: Blue City
- 1986: Peggy Sue hat geheiratet (Peggy Sue Got Married)
- 1987: Light of Day – Im Lichte des Tages (Light of Day)
- 1987: Ein Ticket für Zwei (Planes, Trains & Automobiles)
- 1988: She’s Having a Baby (She is having a Baby)
- 1988: Heartbreak Hotel
- 1988: Pizza Pizza – Ein Stück vom Himmel (Mystic Pizza)
- 1989: Operation Nightbreaker (Nightbreaker)
- 1990: Ghost – Nachricht von Sam (Ghost)
- 1990: Men at Work
- 1990: Kevin – Allein zu Haus (Home Alone)
- 1991: Mama, ich und wir zwei (Only the Lonely)

Als Produktionsleiter:
- 1979: Rock ’n’ Roll Highschool